# منظم (التحكم الآلي)
المنظم أو الضابط (بالإنغليزية: Regulator) في التحكم الآلي، هو جهاز وظيفتة الحفاظ على خاصية معينة. يقوم بإدارة أو الحفاظ على مجموعة من القيم في ماكينة أو آلة. تُدار الخاصية القابلة للقياس لجهاز بعناية بشروط محددة أو قيمة ضبط set value؛ أو يمكن أن يكون متغيرًا وفقًا لنظام ترتيب محدد مسبقًا. يمكن استخدامه بشكل عام للإشارة إلى أي مجموعة من الضوابط أو الأجهزة المختلفة لتنظيم أو التحكم في العناصر أو الأشياء.
ومن الأمثلة على ذلك، منظم جهد (والذي يمكن أن يكون محولًا يمكن تعديل نسبة الجهد للتحول، أو الدوائر الإلكترونية التي تنتج جهدًا محددًا)، ومنظم ضغط، مثل منظم الغوص diving regulator، الذي يحافظ على قيمة خرجه عند ضغط ثابت أقل من الدخل، ومنظم الوقود fuel regulator (الذي يتحكم في إمداد الوقود).
يمكن تصميم المنظِّمَات للتحكم في أي شيء من الغازات أو السوائل إلى الضوء أو الكهرباء. يمكن تنظيم السرعة بوسائل إلكترونية أو ميكانيكية أو كهروميكانيكية. مثل هذه الحالات تشمل؛
- منظمات إلكترونية Electronic regulators المستَخدَمة في السكك الحديدية الحديثة حيث يتم رفع الجهد أو خفضه للتحكم في سرعة المحرك
- الأنظمة الميكانيكية مثل الصمامات المستَخدَمة في أنظمة التحكم في السوائل (الموائع). تضمنت أنظمة ما قبل السيارات الميكانيكية البحتة mechanical pre-automotive systems تصميمات مثل Watt centrifugal governor بينما قد تحتوي الأنظمة الحديثة على مكونات إلكترونية لاستشعار سرعة السوائل توجه ملفات لولبية solenoids لضبط الصمام على المعدل المطلوب.
- تستخدم أنظمة التحكم في السرعة الكهروميكانيكية المعقدة للحفاظ على السرعات في السيارات الحديثة (مثبت سرعة)- غالبًا ما تتضمن المكونات الهيدروليكية،
- تعمل وحدة السرعة الثابتة لمحرك الطائرة على تغيير درجة المروحة propeller pitch للحفاظ على سرعة المحرك.